# 爱尔兰共产党 (1933年)
爱尔兰共产党（英語：Communist Party of Ireland，缩写为CPI）是爱尔兰历史上的一个共产主义政党。该党成立于1933年6月，是第二个采用此名称的政党，1921年—1924年曾短暂存在过另一个“爱尔兰共产党”。1930年代，该党在爱尔兰极难开展活动，始终未能获得广泛支持。该党曾试图将爱尔兰各左翼政治派系联合成一个名为“共和大会”的组织，但没有成功。西班牙内战爆发后，该党的许多成员自愿加入共和派作战。1938年，该党约有200名成员。随着1941年苏德战争爆发，该党于1941年7月解散，成员们被鼓励加入工党。